# Gaigel
Gaigel ist ein Kartenspiel aus dem württembergischen Raum und ist daher auch mit dem württembergischen Blatt zu spielen. Man kann Gaigel mit 2, 3, 4 oder 6 Personen spielen. Es ist eine schwäbische Variante von Sechsundsechzig. Wesentlicher Unterschied zu Sechsundsechzig und anderen verwandten Spielen wie Bauernschnapsen ist jedoch die Verwendung eines doppelten Kartendecks bei Gaigel.

## Karten
- Zum Spiel werden Karten verwendet, welche im Handel mit Gaigel/Binokel bezeichnet werden und einen doppelten Satz von 2×24 Spielkarten enthalten.
- Die Bezeichnung der Spielfarben variiert regional und ist auch von der Benutzung von württembergischen oder französischen Spielkarten abhängig: Sie werden typischerweise Eichel („Kreuz“), Schippen (Blatt, „Pik“), Herz und Bollen (Schellen, „Karo“) genannt.

### Stichkraft
Innerhalb der vier Farben ist die Rangfolge der Kartenwerte stets gleich: Daus (Ass, Alte, Sau) → Zehner → König → Ober (Dame) → Unter (Bube) → Siebener
Da jede Spielkarte doppelt vorhanden ist, sticht generell diejenige von zwei gleichen Karten, die in einem Stich als erste ausgespielt wurde. Fallen also beispielsweise beide Eichel-Asse in einem Stich, so gehört der Stich demjenigen Spieler, der sein Eichel-Ass zuerst ausgespielt hat (unter der Voraussetzung, dass niemand getrumpft hat).

### Augenzahl
Den einzelnen Kartenwerten sind folgende Augenzahlen zugeordnet:
| württembergisches Blatt  | württembergisches Blatt | französisches Blatt | französisches Blatt |       |
| Kartenwert               | Symbol                  | Kartenwert          | Symbol              | Augen |
| Daus (Sau)               | A (ohne)                | Ass                 | A                   | 11    |
| Zehner                   | 10                      | Zehner              | 10                  | 10    |
| König                    | K                       | König               | K                   | 4     |
| Ober                     | O                       | Dame                | D                   | 3     |
| Unter                    | U                       | Bube                | B                   | 2     |
| Siebener (Nixer, Dissle) | 7                       | Siebener            | 7                   | 0     |

## Austeilen
Der Kartengeber lässt den Spieler zu seiner Linken abheben. Im Gegenuhrzeigersinn – „rechtsherum haut man an die Backe“ (Volksmund) – werden an alle Mitspieler erst drei Karten ausgeteilt, dann wird zur Bestimmung der Trumpffarbe die nächste Karte offen in die Mitte des Tisches gelegt, und dann weitere zwei Karten an jeden Spieler ausgegeben, so dass jeder fünf Karten hat. Nun wird der Stapel (Talon) so auf die offene Karte in der Mitte gelegt, dass diese zur Hälfte sichtbar ist. Falls nicht abgehoben wird, sondern lediglich auf den Kartenstapel geklopft wird, können – je nach Vereinbarung – alle 5 Karten auf einmal an jeden Spieler verteilt werden.

## Spielweise und Meldungen

### Modus
- Bis zu drei Spielern spielt jeder Teilnehmer für sich allein.
- Bei vier oder sechs Spielern spielt man üblicherweise über Kreuz: die sich gegenüber sitzenden Spieler bilden dabei eine Mannschaft mit gemeinsam gezählten Stichen; sie können sich dabei optional heimlich Informationen „zuwinken“. Die Ermittlung der Partnerschaften erfolgt durch das Umschlagen. Das bedeutet, jedem der vier Spieler wird reihum eine aufgedeckte Karte ausgeteilt. Dies wird solange praktiziert, bis die ersten zwei (beim Spiel zu sechst die ersten drei) Asse fallen. Die beiden (beim Spiel zu sechst drei) Spieler, die diese Asse erhalten haben, sitzen im folgenden Spiel einander gegenüber und bilden eine Partei. Die beiden anderen stellen die gegnerische Partei. Aufgrund der Sitzordnung spricht man beim Spiel zu viert vom so genannten Kreuzgaigel. Die Partnerschaften bleiben beim Kreuzgaigel während eines Spielabends bestehen.

### Spielbeginn
Der Spieler rechts vom Geber ist vorne (Vorhand) und beginnt mit dem Ausspielen.
Er hat mehrere Möglichkeiten, das Spiel zu eröffnen, die er vorher ansagen muss. Beim ersten Stich gibt es keine Trumpffarbe bzw. diese wird üblicherweise auch nicht ausgespielt:
1. Andere Alte (Zweites Ass): Er spielt ein Ass (nicht Trumpf) verdeckt. Wenn alle Mitspieler ihre Eröffnungskarten ebenfalls verdeckt ausgespielt haben, werden die Karten gewendet. Hat einer der Mitspieler dasselbe Ass ausgespielt, gehört diesem der Stich, andernfalls dem Spielbeginner.
2. Ge-Elfen: Er spielt ein Ass offen aus, die anderen werfen eine beliebige Karte dazu, der Stich gehört auf jeden Fall dem Spielbeginner.
3. Höher hat (Tauchen): Er spielt eine beliebige Karte, die aber kein Ass und kein Trumpf sein darf, verdeckt aus, die anderen Spieler ebenfalls. Sobald jeder Spieler seine verdeckte Karte abgelegt hat, dreht zuerst Vorhand und dann auch alle anderen Spieler ihre Karte um. Hat einer der anderen Spieler eine Karte derselben Farbe aber mit höherem Wert, so gehört diesem der Stich, andernfalls dem Spielbeginner.
4. Auf Dissle: Er sagt an, dass er „auf Dissle“ spielt. Er gewinnt, wenn er irgendwann während des Spiels fünf Siebener-Karten auf der Hand hat. Sobald er einen Stich macht bzw. machen muss, hat er verloren, ebenso, wenn einer der Gegner das reguläre Spielende erreicht.

### Spiel mit Talon
Nach der ersten Stichrunde wird mit dem Talon weitergespielt.
Der Spieler, der den letzten Stich gemacht hat, kommt heraus. Von seinen fünf Karten kann er eine beliebige werfen. Es folgen die restlichen Spieler im Uhrzeigersinn ohne jeglichen Trumpf-, Farb- oder Stichzwang.
Es zählt Trumpf vor Farbe, bei gleicher Farbe zählt die Höhe der Karten, gewertet wird in der Reihenfolge der Ausspielung: bei zwei gleich hohen, gelegten Karten sticht die zuerst gelegte. Der Gewinner des Stiches zieht eine Karte vom Kartenstapel und die anderen folgen reihum. Somit hat jeder Spieler wieder fünf Karten auf der Hand.

### Melden
Wenn der Spieler (bzw. beim Überkreuz-Spiel seine Mannschaft) bereits einen Stich besitzt, kann dieser zu jeder Zeit des Spieles ein gleichfarbenes Paar (König + Ober) melden. Für ein Trumpfpaar erhält man 40 Augen, sonst 20. Beim Melden wird einfach Vierzig bzw. Zwanzig angesagt. Das gemeldete Paar wird stets gezeigt und eine der beiden Karten des Paares wird zum nächsten Stich ausgespielt.
Eine bereits zum Melden benutzte Karte kann von diesem Spieler kein zweites Mal zum Melden benutzt werden. Daraus folgt: Will ein Spieler mit einem anderen Paar der gleichen Farbe melden, muss er alle vier Karten der beiden Paare auf einmal zeigen. Hat er eine (oder beide) Karte(n) des ersten Paares bereits ausgespielt, kann er nicht noch einmal ein Paar derselben Farbe melden.
Damit eine Meldung nicht verloren geht, kann der Melder eine seiner Stichkarten derselben Farbe mit dem Bild nach oben unter seinen Stichkartenstapel schieben.

### Rauben
Derjenige Spieler, welcher einen Trumpf-Siebener hat (oder zieht) und als erster an der Reihe ist, kann ihn gegen die Trumpfkarte unter dem Stapel austauschen, wenn er schon einen Stich hat.
Der Diß-Raub wird zumeist angekündigt, indem man den Diß unter die trumpfweisende Karte steckt und damit das Recht erwirbt, die Trumpf weisende Karte zu rauben. Damit wird dem Spielpartner die Möglichkeit zum Rauben geboten, für den Fall, dass dieser den zweiten Diß bekommen sollte. Falls allerdings der zweite Diß in einem Stich fällt, kann ohne Rücksicht auf den Spielpartner geraubt werden. Sobald allerdings ein Diß unter die Trumpf bestimmende Karte gesteckt wurde, ist es der gegnerischen Partei nicht länger möglich im laufenden Spiel die Trumpfkarte zu rauben.

### Spiel nach Aufbrauchen des Talons
Sobald der Stapel aufgebraucht ist, herrscht Farbzwang.

### Fünf Siebener
Erhält einer der Gaigel-Spieler bereits nach dem Geben fünf Siebener, so kann er seine Karten offen hinlegen und er bzw. seine Partei gewinnt sogleich.
Hat ein Spieler nach der Kartenverteilung lediglich vier Siebener erhalten und hofft darauf im Laufe des Spiels einen fünften vom Kartenstapel zu ziehen, kann er die Ansage „Auf Siebener“ machen. Während des Spiels behält er seine vier Siebener auf der Hand und wirft die fünfte Karte stets ab, ohne zu stechen. Zieht der Spieler einen fünften Siebener vom Stapel, bevor die Gegenpartei das Spielziel von 101 Augen erreicht, hat seine Partei das Spiel für sich entschieden.

## Spielende
Ziel des Spieles ist es 101 Augen zu erreichen. Falls dies geschehen ist, kann ein Spieler der entsprechenden Partei mitten im Spiel Aus! sagen. Man spricht hier vom „Aussagen“. Ist dies aufgrund der Teilnehmerzahl, (nämlich bei drei Spielern) und Stichverteilung nicht möglich, so gewinnt der Spieler mit der höchsten Augenzahl.
Das Spielende muss sofort beim letzten Stich gemeldet werden; wird darüber hinaus ein weiterer Stich gemacht, so hat der Spieler verloren, da er übergaigelt hat, und bekommt in der Wertung einen Gigackel.
Sagt ein Spieler Aus! und beim Nachzählen der Stiche stellt sich heraus, dass er bzw. seine Mannschaft unter 101 Augen geblieben sind, so wurde untergaigelt und die betroffene Partei bekommt einen Gigackel.
Ein Spieler, der keinen Stich gemacht und auch nicht auf Dissle gespielt hat, bekommt ebenfalls einen Gigackel.
Der Verlierer des Spiels ist ansonsten der Spieler, der mit seinen Stichen die wenigsten Augen gemacht hat.

## Wertung

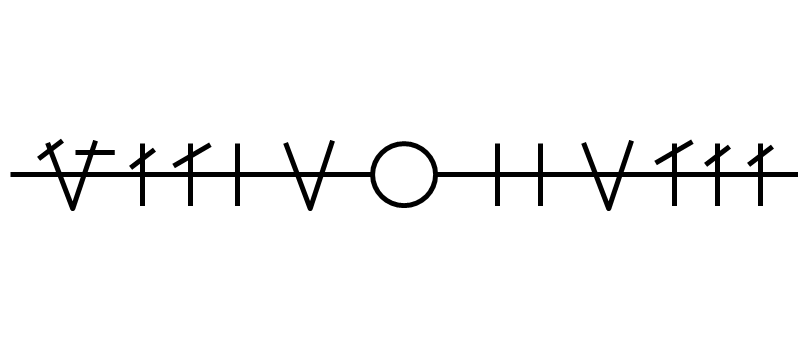
Wertung beim Gaigel

Zu Anfang einigen sich die Spieler auf die Anzahl der Spiele. Für die Aufzeichnung der Ergebnisse wird auf einem Blatt eine lange Linie mit einem Kringel in der Mitte gezeichnet. Spielen mehr als zwei, so werden durch den Kringel weitere Linien senkrecht bzw. im entsprechenden Winkel zur ersten eingezeichnet.
Jeder Spieler hat damit eine halbe Linie, auf welcher der Verlierer eines Spiels jeweils einen kleinen Querstrich oder einen Gigackel notiert. Der Gigackel ist ein Haken, der zwei Verlierer-Querstriche symbolisiert.
Ist die abgemachte Anzahl an Spielen durchgeführt worden, so geht es ans Putzen, wofür weitere Spiele gemacht werden.
Bei jedem dieser Spiele darf der Gewinner jeweils einen seiner Querstriche bzw. einen der beiden Gigackel-Halbstriche ausstreichen.
Gewonnen hat letztendlich, wer als Erster seine Querstriche geputzt hat.

## Winken
Nur bei 4, 6 Spielern
Beim Spiel über Kreuz können Körpergesten dazu verwendet werden, dem gegenübersitzenden „herauskommenden“ Spielpartner heimlich mitzuteilen, welche Karten man besitzt, damit der Spielpartner eine entsprechende Karte anspielen kann, Beispiele sind:
- Mit der Zunge die Backe etwas herausdrücken: Schellen
- Mit der Hand die Schulter kratzen: Eichel
- Hand kurz in die Herzgegend legen: Herz
- Zunge kurz zwischen den Lippen zeigen: Schippen
- Blinzeln mit den Augen: Trumpf-Ass

## Variante

### Gaigel zu dritt
Im Unterschied zum Kreuzgaigel zu viert und zu sechst werden im Spiel zu dritt keine Partnerschaften gebildet. Jeder Einzelne spielt folglich auf eigene Rechnung. Folglich wird auf das Winken gänzlich verzichtet. Ansonsten gelten die Regeln des Kreuzgaigels.